# ヴィラ・パーク
ヴィラ・パーク（Villa Park）は、イングランド、ウェスト・ミッドランズ、バーミンガム中部のアストンにあるサッカースタジアムである。アストン・ヴィラFCのホームスタジアムとなっている。ヴィラサポーターが集結する南スタンドはホルトエンドと呼ばれる 2層スタンド。

## 概要
1897年に建設され、1911年にアストン・ヴィラFCによって買収された。設計を手がけた建築家のアーチボルド・リーチはこのスタジアムを生涯最高傑作の一つに挙げるほど洗練されたデザインとなっていたが、第二次世界大戦の戦火によってスタジアム北側が半壊したため、1954年までは修復作業に追われた。1899年から2005年まではイングランド代表が定期的に使用しており、1966 FIFAワールドカップやUEFA EURO 1996の会場にもなった。2022年3月には最も古い北側スタンドを取り壊して一新する計画が発表され、すでに自治体からの許可を降りているが資金調達などの面で先行きが不透明となっている。
ピッチを取り囲むようにして4つのスタンドが設置されており、北側ゴール裏のスタンドだけ唯一3層構造となっている。各スタンドの屋根部材はピッチ内部に向かって傾斜する形を取っている。

## 開催された主な試合

### サッカー
- 1966 FIFAワールドカップ

| 日付          | ホームチーム | 結果 | アウェーチーム | ラウンド  |
| ------------- | ------------ | ---- | -------------- | --------- |
| 1966年7月13日 | アルゼンチン | 2-1  | スペイン       | グループB |
| 1966年7月16日 | アルゼンチン | 0-0  | 西ドイツ       | グループB |
| 1966年7月20日 | 西ドイツ     | 2-1  | スペイン       | グループB |

- UEFA EURO 1996

| 日付          | ホームチーム   | 結果 | アウェーチーム | ラウンド  |
| ------------- | -------------- | ---- | -------------- | --------- |
| 1996年6月10日 | オランダ       | 0-0  | スコットランド | グループA |
| 1996年6月13日 | スイス         | 0-2  | オランダ       | グループA |
| 1996年6月18日 | スコットランド | 1-0  | スイス         | グループA |
| 1996年6月23日 | チェコ         | 1-0  | ポルトガル     | ベスト8   |

- その他

| 日付          | ホームチーム       | 結果 | アウェーチーム | ラウンド                              |
| ------------- | ------------------ | ---- | -------------- | ------------------------------------- |
| 1983年1月26日 | アストン・ヴィラFC | 3-0  | FCバルセロナ   | UEFAスーパーカップ1982第2試合         |
| 1999年5月19日 | RCDマジョルカ      | 1-2  | SSラツィオ     | UEFAカップウィナーズカップ1998-99決勝 |

### ラグビー
- ラグビーワールドカップ2015

| 日付          | ホームチーム     | 結果 | アウェーチーム | ラウンド |
| ------------- | ---------------- | ---- | -------------- | -------- |
| 2015年9月26日 | 南アフリカ共和国 | 46-6 | サモア         | プールB  |
| 2015年9月27日 | オーストラリア   | 65-3 | ウルグアイ     | プールA  |

## ギャラリー

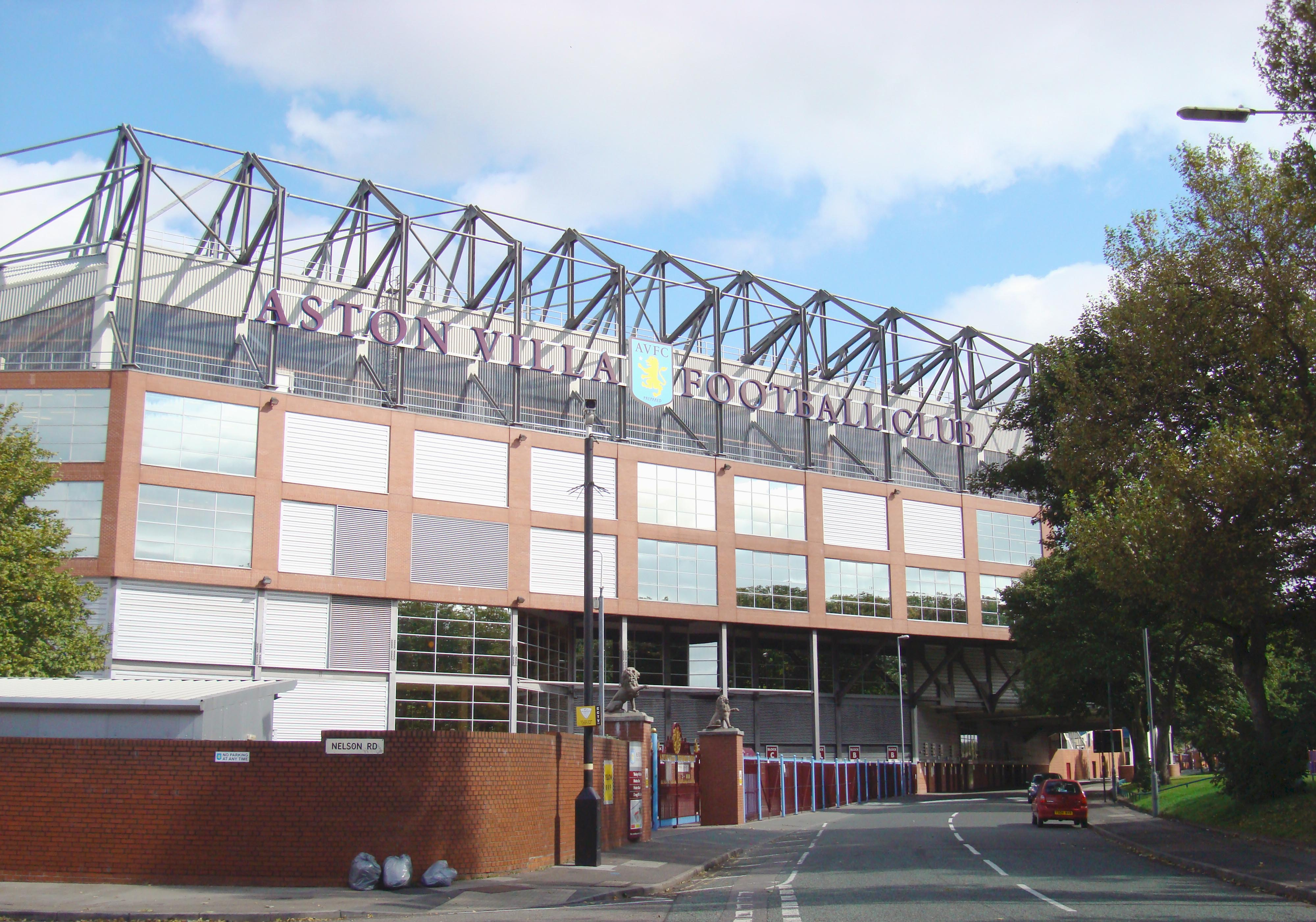
外観1
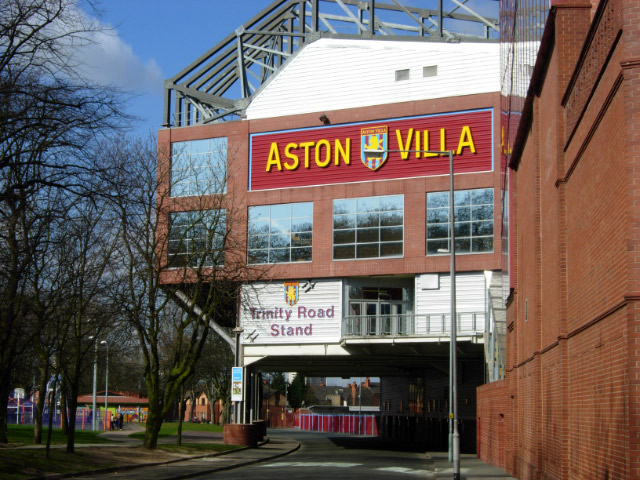
外観2
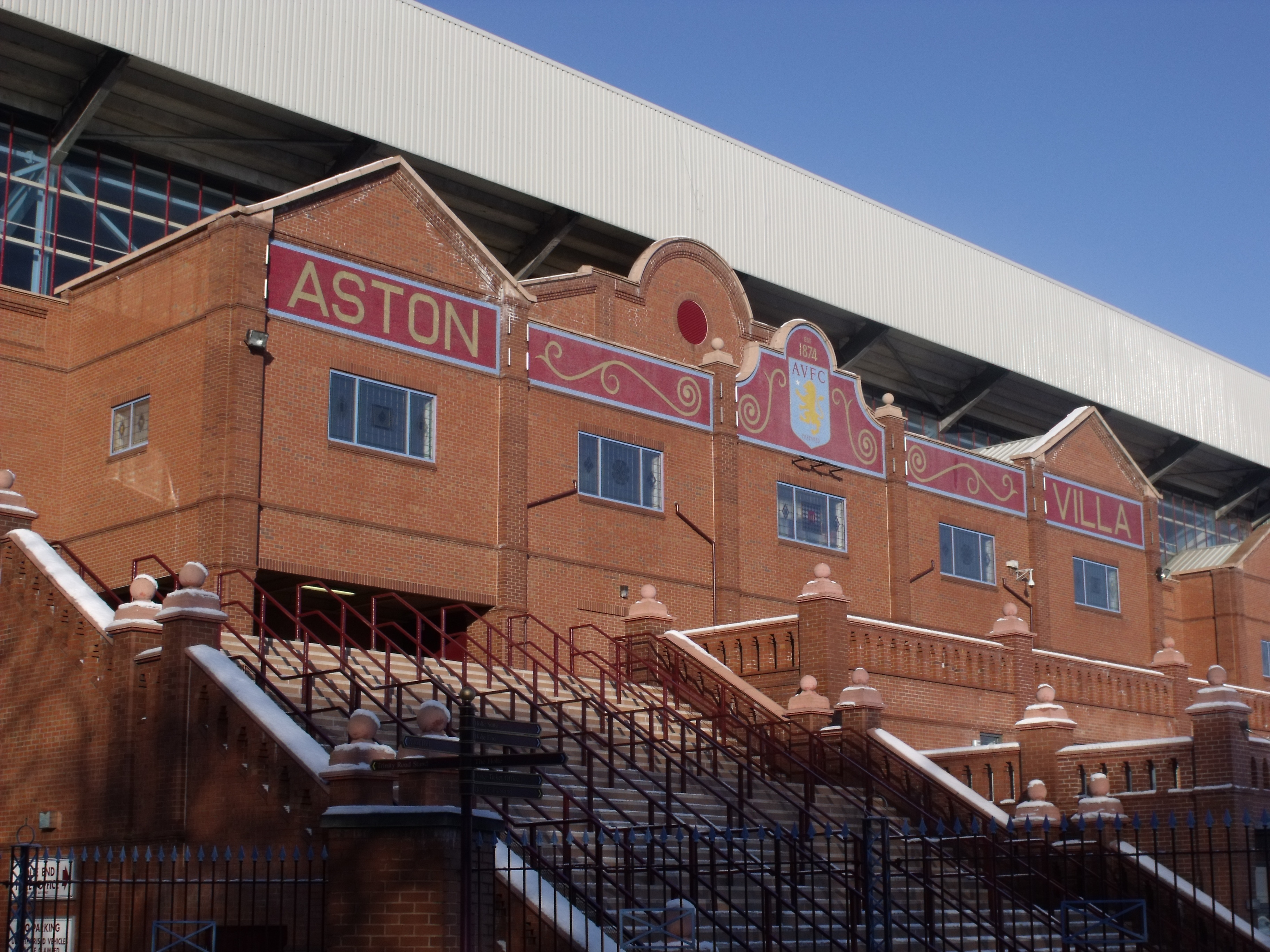
外観3
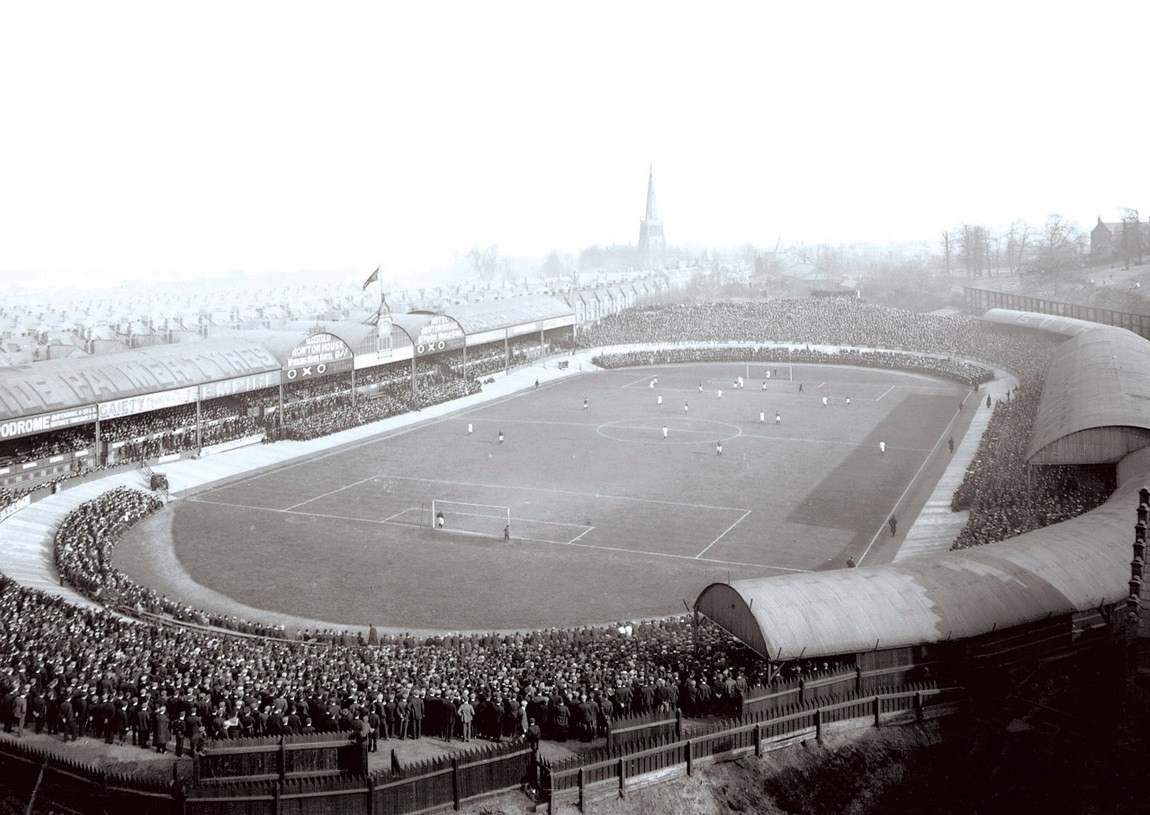
1907年のスタジアム
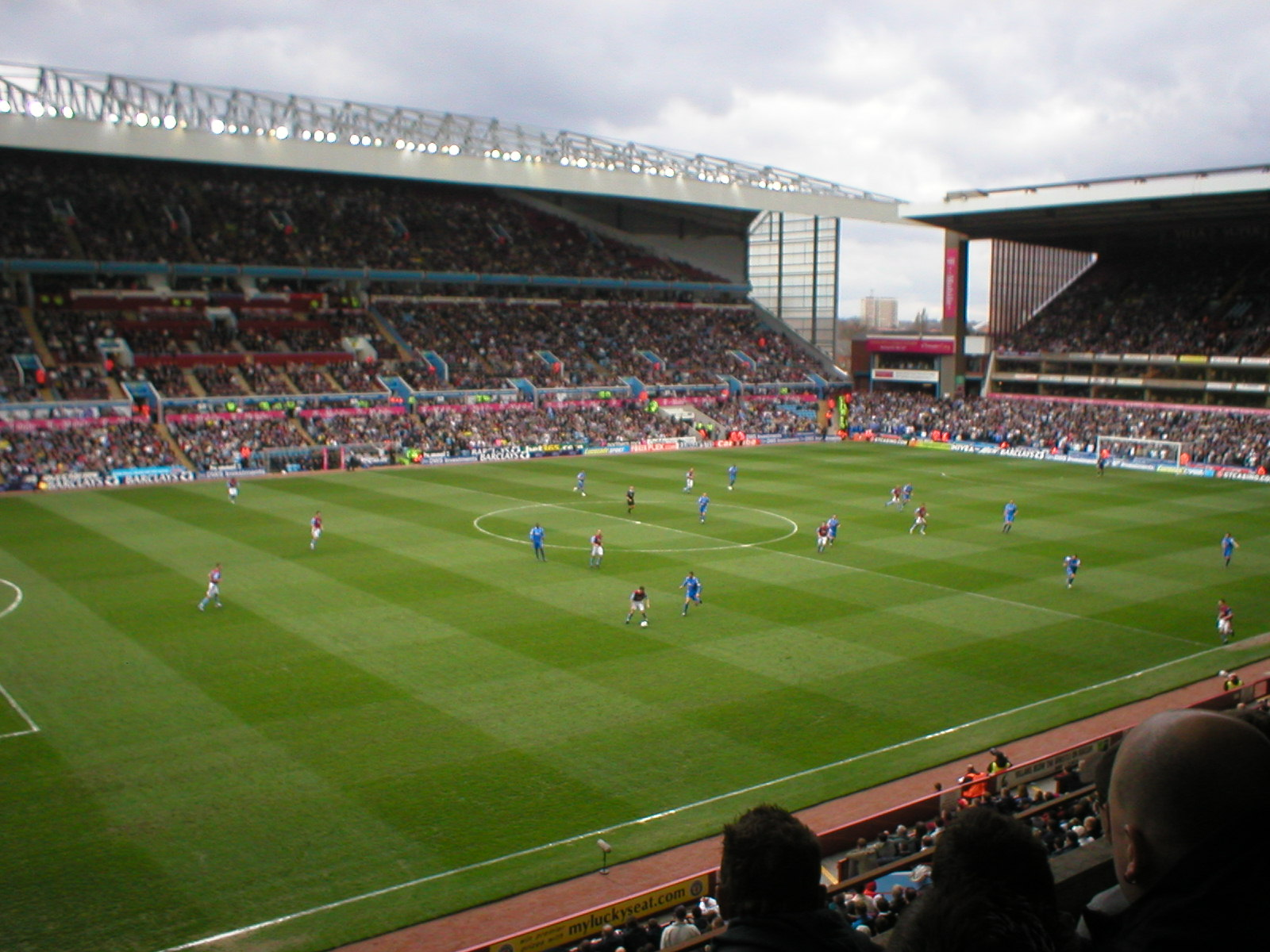
ピッチ1
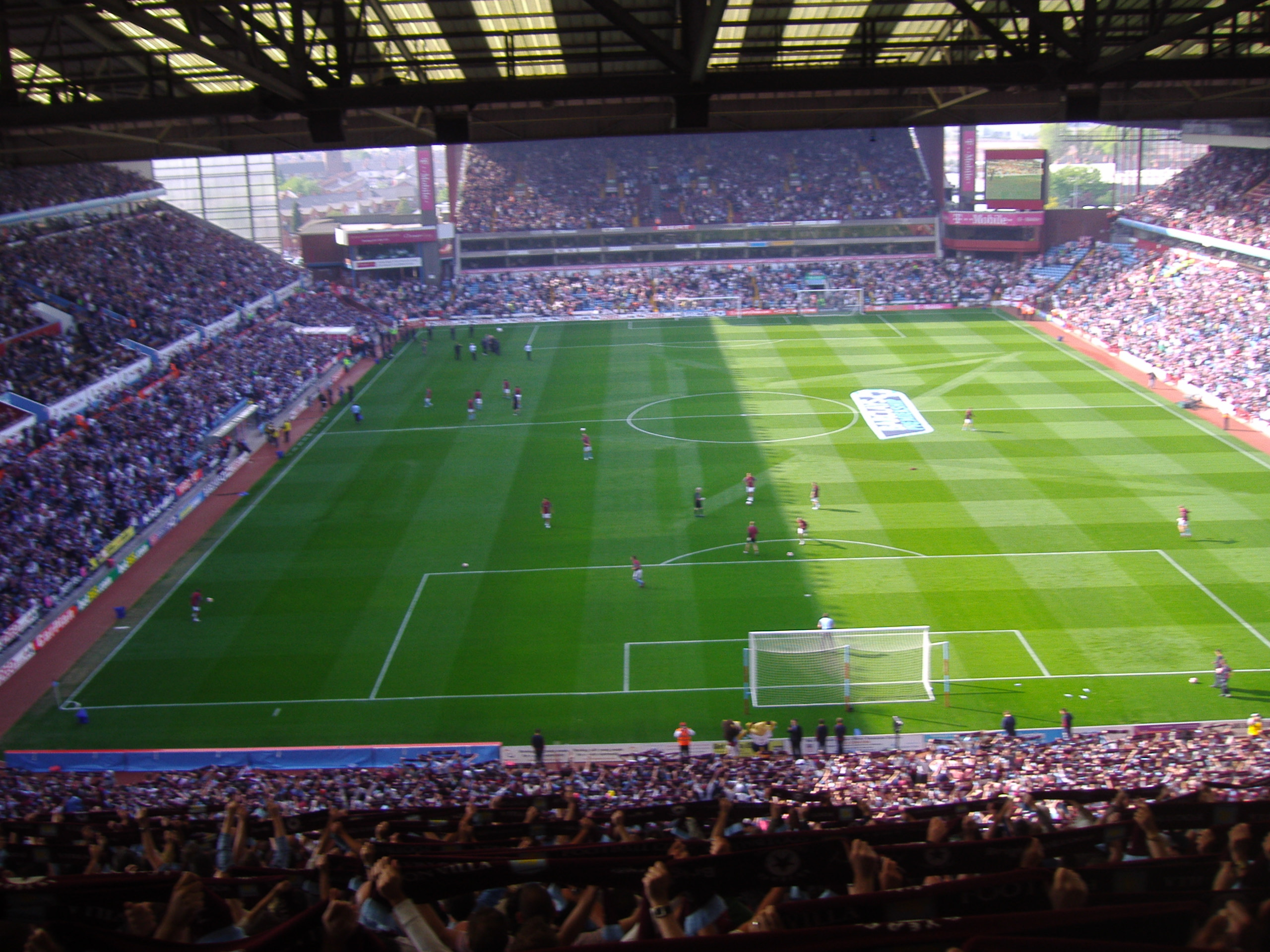
ピッチ2
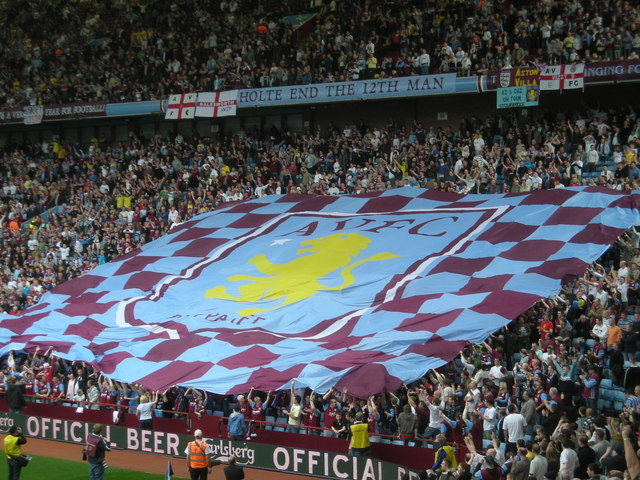
北スタンドに掲げられたコレオ
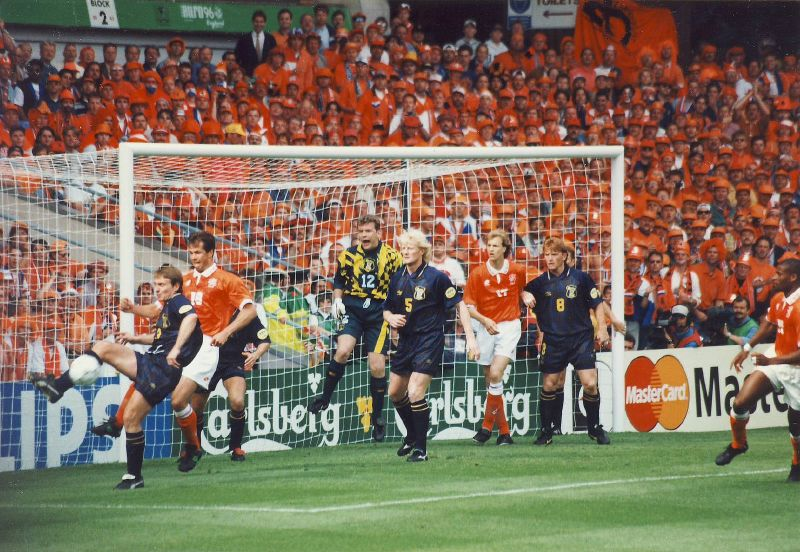
UEFA EURO 1996
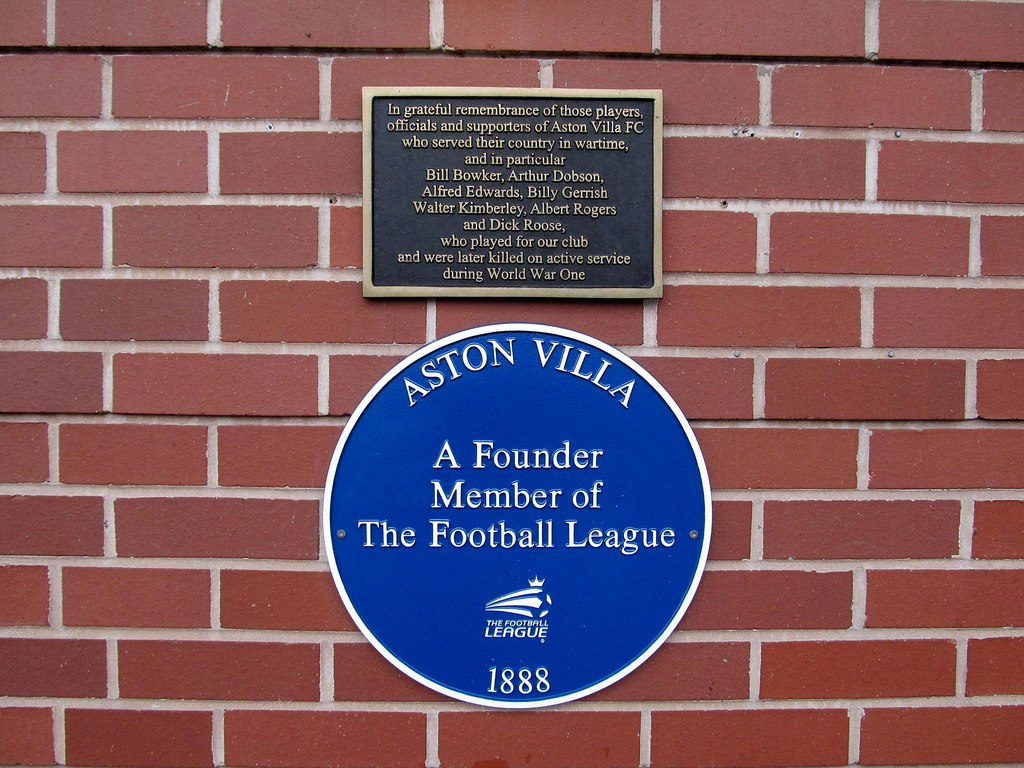
竣工記念碑

## アクセス
- 鉄道
  - ウェスト・ミッドランズ鉄道 チェイス線・アストン鉄道駅（英語版）から徒歩14分